# Феноменологија
Феноменологија је филозофско становиште које у савременој социологији представља својеврсну реакцију на објективистичке једностраности позитивистичког емпиризма, функционализма, структурализма и марксизма. Умјесто спољног искуства о појавама (феноменализма), социјална феноменологија се усмјерава према унутрашњој суштини феномена.
Феноменологија у 20. вијеку се односи на филозофију коју је развио Хусерл и неки од његових сљедбеника. Сам појам феноменологија, се користи од средине 18. вијека, са пажљиво одабраним техничким значењем у дјелу Канта и Хегела. Данас се појам не односи на јасно дефинисане и хомогене филозофске позиције. Питање, „Шта је феноменологија?“, може сугерисати да је феноменологија једна од различитих концепција савремене филозофије, која се састоји од јасно дефинисане структуре тијела и доктрина, чије суштинске карактеристике се могу врло лако изразити и објаснити. Међутим, прије ће бити један шири покрет, усмјерен на различите правце, због чега феноменологија данас има различито значење за различите људе.
Иако у самом покрету феноменологије, као једне цјелине, постоји више повезаних струја, оне нису хомогене на било који начин, односно могуће је наслутити заједничку полазну тачку, али је циљ у сваком од случаја, различит. Филозофска мисао већине феноменолога, се измијењала толико, да је њихове доктрине једино могуће представити у градуалном развоју. Ово не важи само за Хусерла, оснивача феноменолошког покрета, него такође за феноменологе који слиједе, као Шелер (1874-1928), Н. Хартман (1882-1950), Хајдегер (1889-1976), Сартр (1905-1980) и Морис Мерло-Понти (1908-1961).
За било кога ко проучава феноменолошки покрет, без предрасуда, различитости између главних струја су јасно видљиве. Говорило се да се феноменологија састоји од анализе и описивања свијести; такође се говорило да се феноменологија једноставно преклапа са егзистенцијализмом. Феноменологија у ствари студира и проучава есенције, те такође покушава да им нађе мјесто у егзистенцији. У принципу, феноменологија је трансцендентална филозофија, заинтересована само за „оно што је остало”, послије практиковања феноменолошког редуковања, али такође сматра да је свијет постојао прије него је размишљање почето. За неке филозофе, феноменологија представља спекулацију о субјективној трансценденталности, док за друге представља метод за одређивање конкретне егзистенције. Неки користе феноменологију као оруђе за истраживање филозофије која ће бити оспособљена да да одговоре на питања простора, времена, као и уопште цјелокупне структуре свијета, онако како га сами »доживљавамо«. На крају, такође је речено, да је феноменологија покушај директног описа »искуства«, без узимања у обзир његових психолошких корјена и његовог каузалног објашњења. Сам Хусерл, говори у свом дјелу, о „генетској” и „конститутивној” феноменологији.
За неке, сусретање са толико идеја о једној те истој теми, је у најмању руку чудна ситуација; за друге је иритирајућа толика „конфузија”; трећи ће закључити, да филозофија која не може дефинисати свој простор дјеловања, не заслужује толику пажњу и дискусију. Већина, насупрот томе, сматра да такви ставови, нарочито посљедњи, немају никаквог основа, и да треба заузети супротан став и мишљење. Као примјер, може послужити став који је бранио Thevenaz. По њему „феноменологија” је у основи „методолошка концепција”. Thevenaz је аргументовао, како феноменологија, у самом почетку, развијена са одређеним и ограниченим филозофским циљем, способна да се разграна на толико различитих форми, садржи у себи латентну истину и способност преображења, одраз изузетне плодности метода.
Говорећи о различитим концепцијама у феноменолошком покрету, Мерлеи Понти је утврдио да се феноменологија може практиковати и идентификовати, као један начин, или стил размишљања и да је постојала као покрет прије него је постојала свијест о њој као филозофији. Прије него истицати један живи покрет у систему, прикладније је причати о историјском насљеђу феноменолошког покрета приликом његовог развоја и покушати, такође, разоткрити различите огранке у његовој распрострањености. Иако постоје очигледне разлике, феноменолози дијеле одређене интуиције које су веома битне за узајамно схватање као цјелине. Овдје у вези, можемо истаћи сљедеће:
1. Већина феноменолога прихвата да постоји радикална разлика између „природно” и „филозофско”. Та разлика доноси са собом, такође радикалну разлику између филозофије и науке. Приликом дефинисања и одређивања те разлике, неки феноменолози, слажући се са Хусерлом, инсистирају на епистемолошким аспектима, док се други у складу са Хајдегером, концентришу ексклузивно на онтолошке форме.
2. Насупрот таквим врстама радикалних разлика, постоји једна сложена структура односа између филозофије и науке. У самом контексту тих односа, филозофија има зачетничку улогу у односу на науку, док наука нуди филозофији, супстанцу за њену филозофску проблематику.
3. За реализацију својих задатака филозофија мора извршити одређено редуковање, преко којег се филозоф ограђује од »ствари« и концентрише на њихово значење, полазећи од онтичког према онтолошком.
4. Сви феноменолози поштују доктрину интенционалитета, иако је многи разрађују на свој начин. За Хусерла, интенционалитет је карактеристика феномена, или свјесних акција; у дубљем смислу, интенционалитет је карактеристика крајње свијести која на почетку налази саму себе. За Хајдегера и већину егзистенцијалиста, сама људска стварност је интенционална; само бивствовање или егзистенција, односно бивствовање насупрот свијету.
5. Сви феноменолози се слажу у основној идеји филозофије, а то је задатак изналажења одговора о „значењу и Бићу” над бићима.
6. Сви феноменолози заговарају неку форму интуиционизма.

## Различитости феноменологије
У социологији је познат Веберов феноменолошки метод идеалних типова који служе као методолошко средство којим се друштвене појаве могу не само објаснити него и разумјети. Веберови идеални типови су мисаоне конструкције, појмови који у себе укључују битна својства врсте појава на коју се односе, не поклапају се ни са једном конкретном друштвеним појавама, али се ове појаве најбоље могу објаснити, а приликом објашњавања и разумјети, тако што истраживач указује на правац, степен и разлоге одступања конкретне појаве од идеалног типа. Вебер путем тумачења и разумијевања унутрашњих значења честих људских понашања изграђује поједине типове понашања. Ови типови су идеални зато што представљају „менталне слике добијене утопијском рационализацијом“, тј. њих социолог изграђује полазећи од једног јединог значења, смисла људског понашања, по правилу од рационалности понашања. У стварности нема понашања које би било одређено само једним значењем, смислом и зато увијек постоје одступања од људског понашања. Према томе, задатак социологије је да утврди узроке одступања од идеалног понашања. Тако да без идеалног типа није могуће разумјети стварно понашање.
Феноменолошки методски приступ је примјењен и у оквиру класичног социолошког симболичког интеракционализма, који заснива Џорџ Херберт Мид. По тој теорији „појединац’’ и „друштво’’ нису одвојени реалитети. Савремена теорија симболичке интеракције полази од тога да друштво није ништа друго него мрежа положаја и улога које играју појединци. С друге стране, појединци увијек играју преузете друштвене улоге на себи својствен начин. Тако се истиче значај појединаца за друштво, који се пренебрјегава у оквиру варијаната савременог социологизма које пренаглашавају важност глобалног система за друштвени живот људи. Неоспорна је чињеница да стварно друштвено међудјеловање и понашање не зависи само од глобалног друштвеног система него и од психосоцијалних обиљежја актера свако на свој начин врши своју друштвену улогу (брак је сваки по нечему посебан).
Феноменолошки гледано друштвена реалност није некакав објекат који постоји у спољном свијету, независно од искуства људи као субјеката. Друштво је особена симболичка реалност у којој људи живе и којој придају одређено значење. На тај начин појединци, уважавајући своје лично и колективно искуство, не само што тумаче него и стварају друштвену ситуацију.
Овај методолошки програм је индивидуалистички и спекулативан, те повлачи и са собом носи и многе недостатке. Он уважава субјективну страну свакодневног друштвеног живота, али занемарује неке неоспорно објективне чињенице у друштву. Занемарени су, прије свега неједнаки односи моћи, које појединци затичу као релативно стабилне структуре које битно утичу на њихов свакодневни друштвени живот и међусобне односе, на личне и групне „праксе’’ и на саму симболичку комуникацију.
Као резултат узајамног дијалога и прилагођавања, данас се у социологији често јављају еклектична теоријска становишта и истраживачке оријентације. Таква становишта нису ни чисто марксистичка нити пак чисто функционалистичка или структуралистичка, нити само Феноменолошка нису само органска и конзервативна, нити су само конфликтивна и прогресивистичка. Свако од њих, на свој особени доприноси што потпунијем сазнавању истине о друштву.

### Журнали
- „Bulletin d'analyse phénoménologique”. Архивирано из оригинала 14. 10. 2013. г. Приступљено 14. 06. 2020.
- Janus Head: Journal of Interdisciplinary Studies in Literature, Continental Philosophy, Phenomenological Psychology, and the Arts
- „Journal of the British Society for Phenomenology”. Архивирано из оригинала 22. 05. 2019. г. Приступљено 17. 06. 2020.
- „Research in Phenomenology”. Архивирано из оригинала 14. 05. 2007. г. Приступљено 04. 09. 2018.
- „Newsletter of Phenomenology”. Архивирано из оригинала 21. 07. 2006. г. Приступљено 04. 09. 2018. (online-newsletter)
- Studia Phaenomenologica ISSN 1582-5647
- „Indo-Pacific Journal of Phenomenology”. Архивирано из оригинала 15. 04. 2021. г. Приступљено 14. 06. 2020.
- „The Roman Ingarden Philosophical Research Centre”. Архивирано из оригинала 22. 07. 2007. г. Приступљено 17. 06. 2020.
- Phenomenology and the Cognitive Sciences
- Continental Philosophy Review
- Human Studies
- Husserl Studies
- Phenomenology & Practice
- Journal Phaenomenologie
- Phainomena

### Серије књига
- Edmund Husserl: Gesammelte Werke
- Edmund Husserl: Collected Works
- Edmund Husserl: Dokumente
- Edmund Husserl: Materialien
- Analecta Husserliana
- Phaenomenologica
- Contributions to Phenomenology
- Studies in German Idealism